# Nesozineus apharus
Nesozineus apharus är en skalbaggsart som beskrevs av Maria Helena M. Galileo och Martins 1996. Nesozineus apharus ingår i släktet Nesozineus och familjen långhorningar.
Artens utbredningsområde är Venezuela. Inga underarter finns listade i Catalogue of Life.